# 盛土

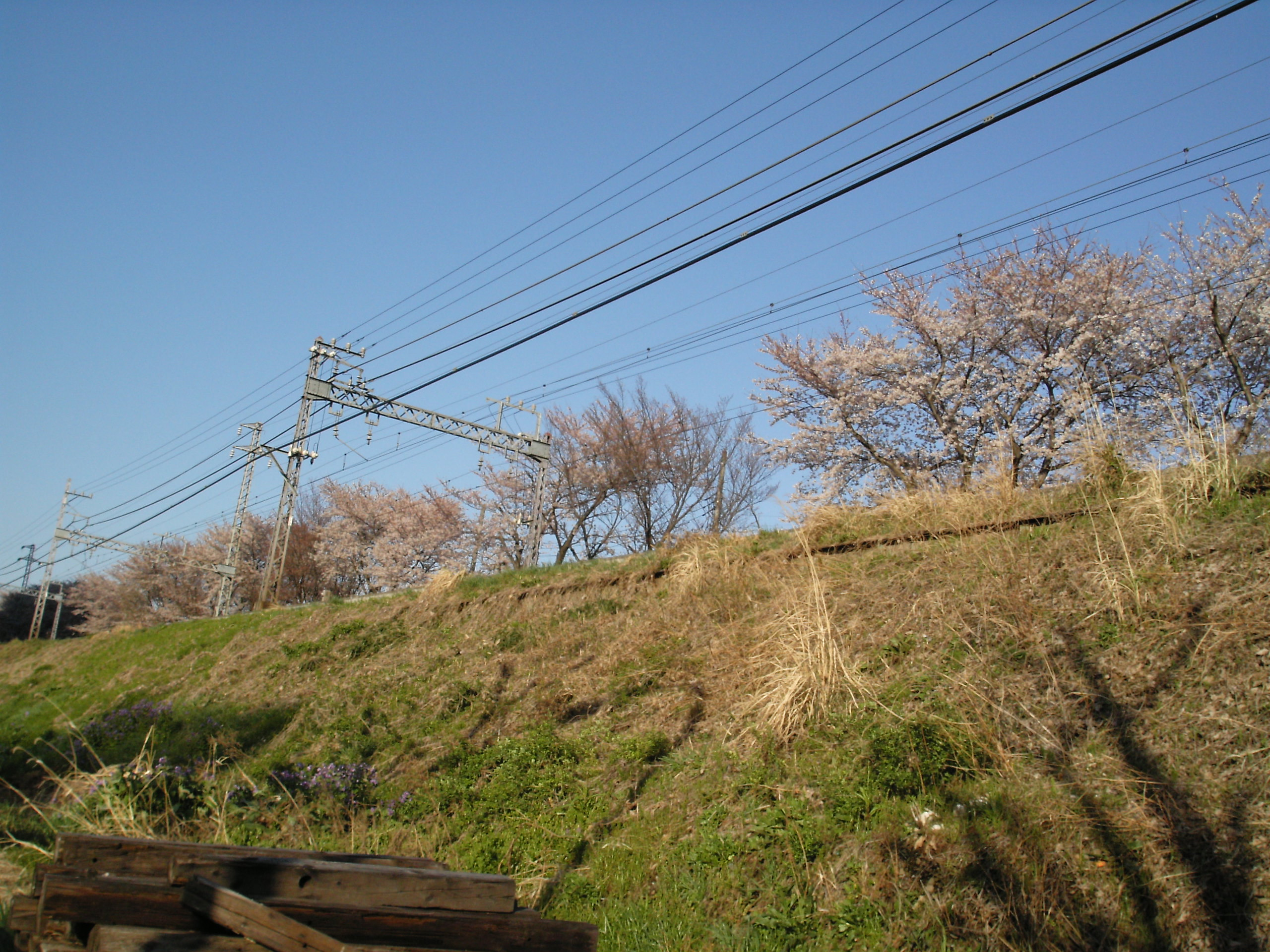
小田急線座間駅付近の盛土

盛土（もりど、英語: Embankment）とは土を盛り上げ平坦な地表を作ることである。

## 概要
低い地盤や斜面に土砂を盛り上げて平坦な地表を作ること、またはそのような工事を施した土工そのものを指す。
盛土の目的は以下の3通りに分類される。
- 建造物・住宅の敷地や、道路・鉄道などの路体など必要とされる部分の面積を確保し、載荷される重量を支える
- 堤防・ダムなど水を堰き止める
- 残土処理や作業用の足場、仮置きなど土を一時的に仮置きすること

原地盤に土や岩を計画通りの形に積み上げる作業を盛土工と呼ぶ。また、海川や池沼などの水中や窪地、沢地などに土砂を入れて盛土することを埋立と呼ぶ。盛土によってできた斜面を法面（のりめん、盛土法面）という。

## 用語
専門用語、法令・行政用語としては、送り仮名を付けず、「盛土」とする。読みは、専門用語、法令・行政用語としては「もりど」である。
ただし、国語辞典では、読みを「もりつち」とするものが多い。広辞苑は、もりつち（盛り土）を見出しとしており、「もりど」を載せていない。日本国語大辞典は、送り仮名を付けず「もりつち（盛土）」を見出しとしており、土地収用法第75条の「修繕又は盛土若しくは切土をする必要が生ずるときは」を例示しているが、この土地収用法を所管する国土交通省では、「もりど」と読んでいる。大辞林は、見出しを「もりつち（盛(り)土）」として、「盛土」と「盛り土」の両方を認めている。

## 土工

### 宅地造成
盛土は宅地造成にも用いられるが、盛土された地盤は地山と比べると土の粒子間の結合がゆるいため、ローラーなどの建設機械で締固めなどを行う必要がある。

### 道路盛土
道路の敷設には原地盤に舗装する場合と、原地盤あるいは地山に盛土や切土を施してから舗装する場合がある。後者は高速道路やバイパス道路によく用いられる。
道路の盛土は交通荷重を分散できるように、上から舗装・路盤・路床・路体を経て原地盤（基礎地盤）に至るよう構成されている。

### 河川堤防
河川堤防の盛土には遮水性が必要になる。
水域や湿地を横断する道を作るために設けた盛土を土手道という。
また、築堤は、
1. 周囲より高くして道路や鉄道を通した部分については築堤（ちくてい）と言うことも多い。
2. 河川の堤防を築くことも意味する。

## 工法

### 軽量盛土工法
盛土を施工する材料の荷重を小さくする工法で、元からある地盤への影響を小さくするために行われる。この工法は泥炭やシラスなど自然にある軽量土砂で盛土を行うことがあったが、時代が下るにつれてセメント系材料・高分子材料・人口発泡材料など人口の軽量材料が開発された。主に以下を理由として行われる。
- 軟弱地盤の沈下対策 - 荷重が小さくなるため盛土に伴う沈下を抑える
- 構造物と盛土の段差軽減 - 橋台背面やカルバートなどの構造物と盛土の取付部で沈下を抑え、段差を小さくする
- 橋台や擁壁などの裏込め土圧軽減
- 盛土によるすべり誘発防止
- 急勾配盛土 - 人口の軽量材料は自立性が高く、急勾配な盛土で必要な用地を小さくできる
- 仮設道路 - 軽量であることから基礎地盤処理がほとんど不要なため、仮設道路を応急的に設置する場合にも用いられる

軽量盛土工法として代表的なものは以下の通りである。
- EPS工法 - 高分子の大型発泡スチロール（Expanded poly-styrol）を盛土や裏込めの材料として積み重ねる工法[14]。軽い上に、耐圧縮性や耐水性、自立性にも優れた材料で、施工は大型機械が不要で人力で加工でき狭隘部や急傾斜地にも適している[14]。ただし、耐水性かつ軽量ゆえに施工時の雨水浸入や完成後の地下水位変動による浮力には対策が必要であり、また高温や火災には弱いためコンクリートや土砂などによる被覆が必要となる[14]。
- FCB工法 - Foamed cement banking[14]。軽量性・流動性に優れた気泡セメントを用いた工法で、急傾斜地などでの道路盛土や供用路線の拡幅盛土などでの使用を目指して開発された[14]。現地でセメントや原料土、水、気泡を混合して作るためEPSなどの成形品と比べて輸送コストは小さくなる[15]。原料土は現場での発生土を前処理すれば利用可能になる[15]。流動性が優れているため500 m程度のポンプ圧送が可能で、現地の地形に合わせて施工でき、締固めする必要もない[15]。無機系のセメントを主体としているため耐久性には優れるが、雨水や地下水の浸透により単位体積重量の増加があるため防水に注意しなければならない[15]。
- SGM工法 - Super geo-material[15]。液性限界以上に調整してスラリー化させた土砂にセメントなどの固化剤や気泡・発砲ビーズを混合させた材料を用いる工法で、主に港湾や海洋での埋め立てや護岸の裏込め・盛土に適用される[15]。軽量材料を用いるメリットに加え、浚渫によって得られた高含水比の材料やその他発生土を原料として有効に活用できる特徴を持つ[15]。
- 発砲ビーズ混合土工法 - 発砲ビーズやEPSブロックの破砕片を土砂と混合攪拌することで軽量土を作成する工法[15]。EPS工法に比べ軽量性には劣るが、EPS工法では浮力の問題が生じる場所（地下水位が高い場所）では比重を調整することで有効な工法になる[15]。材料の強度は加水量やセメントや消石灰の添加率により調整する[15]。混合土の作成は専用ミキサに材料を投入するプラント混合方式と、材料土や発砲ビーズを現地で直接混合する原位置混合方式の2種類ある[15]。

## 材料
一般に盛土に用いる材料は建設機械のトラフィカビリティが確保でき、締固めが容易で完成後に十分強度を持てる材料が望ましい。ほとんどの場合は掘削で得られた土や岩を再利用するが、中には品質が悪くて再利用に適さない材料もある。
ベントナイトや腐植土を含む土のような膨張性や圧縮性が大きい。また、高含水比の火山灰質粘性土は機械が繰り返し走行することでこね返され、水が分離し強度が低下する。粒径が揃った細砂や真砂土、シラスは粘性が小さく降雨や降雪で法面の浸食されるおそれがある。泥岩、頁岩、黒色片岩などは水や空気に触れてスレーキングを起こし、細かく破砕されて強度が著しく低下する。こうした材料は再利用に不適である。
再利用に不適な材料でも、天日乾燥して含水比を下げたり、異なる材料を混合して粒度やコンシステンシーを改善するなどして改質を行うことで使用可能にすることがある。石灰やセメントを混合させて強度を上げる方法もあるが、この場合は土のアルカリ性が強くなり植生できなくなる可能性があることに留意しなければならない。

## 工程
盛土を行う場合には丁張り（ちょうはり）またはトンボと呼ばれる目印を用いる。まず地面に木杭を打ち込んで測量して目標とする高さに印をつける。T字になるように木杭の印の高さとヌキ材と呼ばれる横板の下端を合わせて釘で固定する。これを目印にブルドーザーなどを使って土を押し寄せ、土を盛り立てる。

## 変状
盛土の変状には沈下・亀裂・すべり崩壊が挙げられる。
基礎地盤が長期的に圧縮変形することで盛土では沈下や亀裂が発生することがある。こうした変状は地盤材料の劣化、異常降雨時の地下水位上昇などで生じる浮力の増加などによる抵抗力の減少、盛土そのものの自重や路面から受けた荷重、地山からの浸透力、地震力などにより変状が生じる。沈下や亀裂を放置すると、雨水が盛土内部への進入し、盛土のすべり崩壊を引き起こす。こうしたすべり崩壊は雨水のみならず地盤内の浸透水によっても引き起こされることが多く、盛土の脆弱化を引き起こす要因となる。崩壊に至らずとも橋梁やカルバートの取付部や切土・盛土の境界部で段差が生じ、交通に支障を及ぼすこともある。
もし災害が起きた場合は速やかに機能回復のための応急措置を施し、必要に応じては本復旧を行う。応急措置として、盛土に亀裂が生じた時はブルーシートで亀裂を覆い水の浸入を防ぎ、小規模な崩壊が見られた時は崩壊を拡大させないために土のう工などを行う。

## 災害・事故との関連および規制
日本では、北海道胆振東部地震（2018年9月）により札幌市清田区の盛土造成した住宅地で液状化現象や陥没が起きたことから、国土交通省が全国の自治体に大規模造成地（3000平方メートル以上）の調査を指示したところ、盛土造成地が合計10万ヘクタール存在することが判明し、約5万1000カ所をハザードマップに掲載した。国土交通省は、まずボーリング調査を実施し、耐震性が不十分な場合は地盤改良や地下水排出パイプの設置などによる対策を促しているが、住民の合意形成や費用負担が課題となっている。
2021年には静岡県熱海市で盛土箇所が起点となった熱海市伊豆山土石流災害が発生。条例や日本の法律による規制が大幅に強化される契機となり、宅地造成及び特定盛土等規制法（盛土規制法）が2023年5月26日に施行された。
また、地震時は液状化現象、また大雨により崩落災害が起きることもある。一方で、盛土構造で通された道路が津波に対する防潮堤の役割を果たした例もあり、その効果を見込んでの盛土による道路の整備も行われている。